# Thierry Lataste
Thierry Lataste (* 31. Januar 1954 in Talence, Département Gironde) ist ein französischer Fonctionnaire. Seit 2016 (und zuvor bereits von 1999 bis 2002) ist er der Hochkommissar der Republik Frankreich in Neukaledonien.

## Leben
Lataste ist der Sohn eines Ärzteehepaares. Sein Urgroßvater war der Komponist Franz Beck; sein Großonkel, der Dominikaner Jean-Joseph Lataste, wurde 2012 von Papst Benedikt XVI. seliggesprochen.
Lataste besuchte das Pariser Institut für politische Studien, die École normale supérieure (Paris) und die Nationale Hochschule für Verwaltung in Paris.
Von 1982 bis 1983 arbeitete er als Préfet Directeur in der Verwaltung des Départements Vaucluse. Anschließend arbeitete er für Pierre Mauroy, 1983–1984 als Fachreferent in dessen Eigenschaft als Ministerpräsident, 1983–1985 als Directeur de Cabinet in dessen Eigenschaft als Bürgermeister von Lille. In den Jahren 1985 bis 1989 war Lataste Sécretaire général der Präfektur des Départements Deux-Sèvres. Anschließend wirkte er 1989–1991 als Stellvertretender Direktor für Praktika an der staatlichen Verwaltungshochschule ENA, woraufhin er auf den Posten des Generalsekretärs im Hochkommissariat der Republik in Neukaledonien wechselte (1991–1994). 
Anschließend arbeitete er bis 1996 als Unterpräfekt in Senlis, Département Oise. Von 1996 bis 1997 war er Generalsekretär für regionale Angelegenheiten in der Verwaltung der damaligen Region Rhône-Alpes, von 1997 bis 1999 Directeur de cabinet (Leiter des Ministerbüros) des damaligen Staatsministers für die Überseegebiete, Jean-Jack Queyranne. Anschließend fungierte er zum ersten Mal (1999–2002) als Hochkommissar der Republik in Neukaledonien, einer zu Frankreich gehörenden Inselgruppe im Südpazifik, die zuvor nach dem Abkommen von Nouméa einen Körperschaftsstatus eigener Art mit erweiterten Selbstverwaltungsrechten erhalten hatte. Danach arbeitete er nacheinander als Präfekt in den Départements Savoie (2002–2004), Pyrénées-Orientales (2004–2007), Vendée (2007–2010) und Saône-et-Loire (2010). 
Von 2011 bis 2012 war er der Generaldirektor des conseil régional der Region Rhône-Alpes. Nach einem kurzen Intermezzo als Präfekt der damaligen Region Languedoc-Roussillon (2012) wirkte er unter den französischen Innenministern Manuel Valls (2013–2014) und Bernard Cazeneuve (2014–2015) als Directeur de cabinet (Leiter des Ministerbüros). Unter François Hollande war Lataste von Januar 2015 bis Juni 2016 Büroleiter (Directeur de cabinet) des Staatspräsidenten. Zugleich war er der persönliche Repräsentant Hollandes in seiner Eigenschaft als Kofürst von Andorra. Von 2016 bis Juli 2019 war Lataste erneut Hochkommissar der Französischen Republik in Neukaledonien.
Lataste ist verheiratet und hat vier Kinder.

## Auszeichnungen
Thierry Lataste trägt den Ordre national du Mérite, den Verdienstorden der Ehrenlegion und das Bundesverdienstkreuz 1. Klasse.